# めぐろシティカレッジ
めぐろシティカレッジは、東京都目黒区民対象の生涯学習講座。東京都立大学 (1949-2011)、東京都立大学附属高等学校、東京都教育庁、目黒区の4者で設立した任意団体「めぐろシティカレッジ振興会」が運営。

## 経緯
東京都立大学が八王子市に移転するに際し、「お世話になった目黒区に何かお役に立つことがあれば協力したい」という、東京都立大学総長山住正己（当時）をはじめ、大学関係者及び、東京都立大学附属高等学校の教職員の思いを受け設立。

## 会場
- 東京都立大学附属高等学校（目黒区八雲一丁目1番2号）